# Skurkstater: den starkes rätt i världspolitiken
Skurkstater: Den starkes rätt i världspolitiken (engelska: Rogue States) är en bok från år 2000 av den amerikanske lingvisten och vänsterdebattören Noam Chomsky. Den svenska översättningen är utgiven av Ordfront förlag 2001. Boken består av en samling fristående artiklar som behandlar USA:s roll i ett flertal konflikter, bland annat i och på Balkan, Östtimor, Kuba, Colombia och Irak. Chomsky driver mot bakgrund av detta tesen att USA är den största skurkstaten av dem alla.

## Recensioner
- Recension på Boksidan.net
- Recension i Svenska Dagbladet 14 november 2001 (hämtad 21 februari 2011)